# Regnier de Graaf
Regnier de Graaf (segons s'escriu en anglès), originalment en neerlandès: Reinier de Graaf, o llatinitzat com Reijnerus de Graeff (Schoonhoven, 30 de juliol de 1641 - Delft, 17 d'agost de 1673), va ser un metge i anatomista holandès que va fer descobriments en la biologia reproductiva.

## Biografia
De Graaf nasqué a Schoonhoven i potser estava relacionat amb la família regent De Graeff. Estudià medicina a Utrecht i a Leiden. A França obtingué el doctorat per la Universitat d'Angers, ja que era catòlic i no era permès als catòlics neerlandesos obtenir un títol universitari. Tornà als Països Baixos el 1667, De Graaf s'establí a Delft. Poc abans de la seva mort recomanà a la Royal Society, de la qual era membre corresponent, que aquesta prestés atenció a l'obra de Antonie van Leeuwenhoek i la seva millora del microscopi.
De Graaf va descriure els túbuls dels testicles masculins, els conductes deferents els corpora lutea i també va descriure la funció dels tubs de Fallopio i la hidrosalpinx, relacionant el seu desenvolupament a la infertilitat femenina.

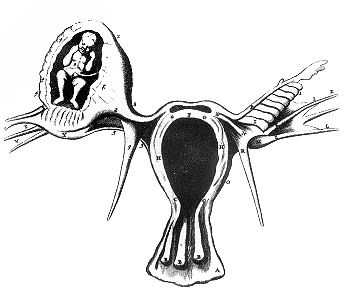
Embaràs ectòpic per Reinier de Graaf, basat en una edició de Vassalius

## Publicacions
- De Graaf, R (1668) De Virorum Organis Generationi Inservientibus, de Clysteribus et de Usu Siphonis in Anatomia
- De Graaf, R (1672) De Mulierum Organis Generationi Inservientibus Arxivat 2013-08-01 at Archive.is
- De Graaf, R (1686) Alle de Wercken. Leyden, Netherlands.

## Altres fonts
- Houtzager HL. Reinier de Graaf 1641-1673 (en neerlandès). Rotterdam: Erasmus publishing, 1991. ISBN 90-5235-021-3.
- Jay V «A portrait in history. The legacy of Reinier de Graaf». Archives of Pathology & Laboratory Medicine, 124, 8, agost 2000, pàg. 1115–6. DOI: 10.1043/0003-9985(2000)124<1115:TLORDG>2.0.CO;2. ISSN: 0003-9985. PMID: 10923067.
- Houtzager HL «Reinier De Graaf and his contribution to reproductive biology». European Journal of Obstetrics, Gynecology, and Reproductive Biology, 90, 2, juny 2000, pàg. 125–7. DOI: 10.1016/S0301-2115(00)00258-X. ISSN: 0301-2115. PMID: 10825629.
- Modlin IM; Director Gastric Pathobiology Group «Regnier de Graaf: Paris, purging, and the pancreas». Journal of Clinical Gastroenterology, 30, 2, març 2000, pàg. 109–13. DOI: 10.1097/00004836-200003000-00001. ISSN: 0192-0790. PMID: 10730914.
- Ankum WM, Houtzager HL, Bleker OP «Reinier De Graaf (1641-1673) and the fallopian tube». Human Reproduction Update, 2, 4, Jul 1996, pàg. 365–9. DOI: 10.1093/humupd/2.4.365. ISSN: 1355-4786. PMID: 9080233.
- Longo LD; Degraaf, R «De mulierum organis generationi inservientibus tractatus novus.». American Journal of Obstetrics and Gynecology, 174, 2, febrer 1996, pàg. 794–5. DOI: 10.1016/S0002-9378(96)70467-2. ISSN: 0002-9378. PMID: 8623824.
- Wiesemann C «Regnier de Graaf (1641-1673)» (en alemany). Der Pathologe, 12, 6, novembre 1991, pàg. 352–3. ISSN: 0172-8113. PMID: 1792221.
- Houtzager HL «Reinier de Graaf». European Journal of Obstetrics, Gynecology, and Reproductive Biology, 12, 6, desembre 1981, pàg. 385–7. DOI: 10.1016/0028-2243(81)90083-6. ISSN: 0301-2115. PMID: 7037492.
- Gysel C «Reinier de Graaf (1641-1673) and the syringe» (en neerlandès). Nederlands Tijdschrift Voor Tandheelkunde, 85, 5, maig 1978, pàg. 216–8. ISSN: 0028-2200. PMID: 379667.
- Mann RJ «Regnier de Graaf, 1641-1673, investigator». Fertility and Sterility, 27, 4, abril 1976, pàg. 466–8. ISSN: 0015-0282. PMID: 773713.
- Lindenboom GA «Reinier de Graaf (1641-1673)» (en neerlandès). Nederlands Tijdschrift Voor Geneeskunde, 118, 21, maig 1974, pàg. 789–95. ISSN: 0028-2162. PMID: 4597505.
- «Reinier de Graaf and the Royal Society of London» (en neerlandès). Nederlands Tijdschrift Voor Geneeskunde, 117, 28, juliol 1973, pàg. 1049–55. ISSN: 0028-2162. PMID: 4595333.
- Jocelyn HD, Setchell BP «Regnier de Graaf on the human reproductive organs. An annotated translation of Tractatus de Virorum Organis Generationi Inservientibus (1668) and De Mulierub Organis Generationi Inservientibus Tractatus Novus (1962)». Journal of Reproduction and Fertility. Supplement, 17, desembre 1972, pàg. 1–222. ISSN: 0449-3087. PMID: 4567037.
- Lindberg J «Regnier de GRAAF» (en swedish). Nordisk Medicin, 69, gener 1963, pàg. 108–12. ISSN: 0029-1420. PMID: 13930746.
- Speert H «Obstetric-gynecologic eponyms; Reinier de Graaf and the graafian follicles». Obstetrics and Gynecology, 7, 5, maig 1956, pàg. 582–8. ISSN: 0029-7844. PMID: 13309944.